# Nebesnyj sud
Nebesnyj sud (russisk: Небесный суд) er en russisk miniserie fra 2011 af Aljona Zvantsova.

## Medvirkende
- Konstantin Khabenskij – Andrej
- Mikhail Poretjenkov – Veniamin
- Daniela Stojanovic – Veronica Mitrovitj
- Nikita Zverev – Nikita Mikhajlovitj Lazarev
- Ingeborga Dapkūnaitė